# 郁恵・井森のお料理BAN!BAN!
『郁恵・井森のお料理BAN!BAN!』（いくえ・いもりのおりょうりバン!バン!）とは、フジテレビにて1995年10月2日から2001年3月30日までにかけて放送された、榊原郁恵と井森美幸による料理バラエティ番組である。

## 概要
前身は、1991年4月1日に番組開始された『郁恵のお料理がんばるゾ!』。当時新米主婦だった榊原郁恵が講師に料理の基本を教わる平日午後・夕方の5分間のミニ番組（放送時間は15:55 - 16:00）で、宝酒造の一社提供だった。
1994年4月2日に『郁恵の今日何にする?』と改題、放送時間も拡大された。司会は榊原郁恵と当時のフジテレビのアナウンサーの川端健嗣であった。1995年4月から9月までは生活情報バラエティ番組『3時ヨこい!』に内包され、同番組の1コーナーと化した（ただし、『3時ヨこい!』自体がオウム真理教関連の報道で内容変更を余儀なくされたため、当コーナーの放送は少なかった）。この時、月曜日のみ井森美幸が司会となり、「郁恵&井森」のコンビが誕生。また、火曜日〜金曜日は当時フジテレビアナウンサーの境鶴丸が司会となった。
1995年秋の改編で平日午後・夕方の番組として独立し、『郁恵・井森のお料理BAN!BAN!』と題して新しくスタート。以後、時間帯を微妙に変えながら継続し、司会の2人の腕も上達、料理番組として定着していく。この間、1996年初頭に榊原が第二子妊娠・出産のため産休に入っていた期間は長坂哲夫（当時フジテレビアナウンサー）が代打で井森とコンビを組んだ。
2000年4月には、『夕食ばんざい』の後継コーナーとして平日午前・昼前の『噂のどーなってるの?!』に内包され、放送時間は10:55頃 - 11:10頃と短縮される。
2001年4月からは親番組が『こたえてちょーだい!』に変更されると同時に、『郁恵・井森のデリ×デリキッチン!』に改題したが、内容は特に変わらず、放送時間もそのままであった。
平日午後・夕方の独立番組だった頃、毎回タレント1名をゲストに迎えたり、菊池桃子がレギュラーに加わっていたことがある。
またこの番組は収録であるが、カットをせずに生放送のような形式（撮って出し）で放送されていた。そのため、ハプニングやNGシーンが毎日のように発生しており、番組改編期の『NG大賞』の常連番組であった。しかし、2000年4月に『噂のどーなってるの?!』に内包され、放送時間が縮小されると、さすがにカットシーンが出るようになる。後番組の『郁恵・井森のデリ×デリキッチン!』でも同様の事が言えた。
『噂のどーなってるの?!』内に内包されてからは、レシピが扶桑社発行の月刊誌『ESSE』に掲載されていた。
同局放送の『SMAP×SMAP』のBISTRO SMAPに1996年12月2日に郁恵&井森がゲスト出演した（同コーナー史上初の2人ゲスト）。

## 放送時間
- 郁恵の今日何にする?（独立番組）
  - 15:30 - 16:00 （1994年4月2日[2] - 1994年9月30日[3]）
  - 16:00 - 16:30 （1994年10月3日[4] - 1995年3月23日[5]）
- 郁恵・井森のお料理BAN!BAN!
  - 16:00 - 16:30 （1995年10月2日[6] - 1997年3月28日[7]）
  - 16:00 - 16:25 （1997年3月31日[8] - 1997年9月26日[9]）
  - 15:55 - 16:20 （1997年9月29日[10] - 1999年3月31日）
  - 15:30 - 15:55 （1999年4月1日 - 2000年3月31日）
  - 10:55頃 - 11:10頃（2000年4月3日 - 2001年3月30日）

## 番組テーマ曲
- 「Soca In Yuh Bam-Bam」Duke

## 放送局
- フジテレビ（CX・製作局）
- 北海道文化放送（UHB・1995年10月 - 1996年9月、1999年10月 - 2000年3月を放映）▲
- 岩手めんこいテレビ（mit・1999年10月 - ）
- 仙台放送（OX・1997年10月 - 1998年9月）
- 秋田テレビ（AKT）[注 1]
- さくらんぼテレビジョン（SAY・1997年4月 - ）
- 福島テレビ（FTV）
- 新潟総合テレビ（NST）[注 2]
- 長野放送（NBS）
- 富山テレビ放送（BBT）[注 3]
- 石川テレビ放送（ITC）▲[注 3]
- 福井テレビジョン放送（FTB）[注 3]
- テレビ静岡（SUT）[注 4]
- 山陰中央テレビジョン放送（TSK）
- 岡山放送（OHK）
- 四国放送（JRT・1997年10月 - 2000年3月、日本テレビ系列）[注 5]▲
- 愛媛放送（EBC）[注 6]
- 高知さんさんテレビ（KSS・1997年4月 - ）
- テレビ西日本（TNC）▲
- サガテレビ[注 7]
- テレビ熊本（TKU）
- 鹿児島テレビ放送（KTS）[注 8]
- テレビ宮崎[注 9]
- 沖縄テレビ[注 10]

▲印は「噂のどーなってるの?!」内包時代は未放送の局を示す。

## スタッフ

### 郁恵の今日何にする?
- 企画：清原邦夫（フジテレビ）
- 構成：鵜沢茂郎（トラップ・ドア）
- TD：毛利敏彦
- カメラ：篠原栄二
- 音声：野原章
- VE：畑本文雄
- 照明：高橋幸次郎（フジテレビ）
- 美術プロデューサー：上村正三
- デザイン：石森慎司（フジテレビ）
- 美術進行：田尻章
- タイトル：岩崎光明
- 音響効果：鈴木真人
- 広報：別所美穂（フジテレビ）
- 協力：D:COMPLEX、八峯テレビ、プロジェクト80、もくもく、ギャラリーかわむら
- キャスティング：須藤博一
- インテリアコーディネーター：目黒美緒
- フードコーディネーター：尾身奈美枝
- スタイリスト：坂能翠、中村幾子
- タイムキーパー：五十嵐朝子（オフィスタカハマ）
- アシスタントディレクター : 滝沢みゆき・河本誠司・大城聖子（D:COMPLEX）
- アシスタントプロデューサー：武田櫻子（日本テレワーク）
- 制作デスク：田本紀子（D:COMPLEX）
- ディレクター：佐々木敦規（当時D:COMPLEX）、河内伸一
- プロデューサー：森啓子（日本テレワーク）、西山雅庸（D:COMPLEX）
- 制作：日本テレワーク、フジテレビ

### 郁恵・井森のお料理BAN!BAN!
- 構成 : 鵜沢茂郎（トラップ・ドア）、山屋美晴（オフィスゲイム）
- キッチンコーディネーター : 目黒美緒
- キッチンコーディネーターアシスタント : 久保奈緒美
- フードコーディネーター : 尾身奈美枝
- フードコーディネーターアシスタント : 西村真希子
- アシスタントプロデューサー : 西雅史（D:COMPLEX）
- ディレクター : 佐々木敦規（D:COMPLEX）
- プロデューサー : 森啓子（日本テレワーク）、西山雅庸（D:COMPLEX）
- スタッフ協力 : D:COMPLEX ／ 八峯テレビ、FLT、フジアール
- 制作協力 : 日本テレワーク
- 制作著作 : フジテレビ